# Nowy Kamień (województwo świętokrzyskie)
Nowy Kamień – wieś w Polsce położona w województwie świętokrzyskim, w powiecie sandomierskim, w gminie Dwikozy.
W latach 1975–1998 miejscowość należała do województwa tarnobrzeskiego.
Przez wieś przechodzi linia kolejowa dwutorowa, zelektryfikowana i znajduje się tutaj czynny przystanek kolejowy Metan.
Podczas powodzi w czerwcu 2010 pękł wał na rzece Opatówka, który spowodował bezpośrednie zagrożenie zalania wsi, do którego ostatecznie nie doszło dzięki szybkiemu i sprawnemu zatamowaniu wyrwy w wale.
Znajdują się tu Góry Pieprzowe.